# Kościół Wniebowzięcia Najświętszej Maryi Panny i św. Wacława w Krakowie
Kościół Wniebowzięcia Najświętszej Maryi Panny i św. Wacława – zabytkowy rzymskokatolicki kościół parafialny oraz klasztorny cystersów, znajdujący się w Krakowie, w dzielnicy XVIII Nowa Huta przy ul. Klasztornej 11, w Mogile.
Kościół jest sanktuarium Krzyża Świętego. Papież Paweł VI 9 marca 1970 roku nadał mu tytuł bazyliki mniejszej. Świątynia jest kościołem parafialnym od 1851, wcześniej służyła tylko zakonnikom a wierni mieli do niej wstęp tylko kilka razy w roku, w największe święta.

## Historia
Cystersi przybyli do Mogiły w 1222 roku. Budowę kościoła rozpoczęto w 1225. Fundatorami byli Wisław Odrowąż i jego kuzyn Iwo Odrowąż. Konsekrowany został w 1266.
Świątynię wzniesiono w „cysterskim” romańsko-gotyckim stylu, na planie krzyża łacińskiego. Jest to trójnawowa, czteroprzęsłowa, orientowana bazylika z transeptem mającym boczne kaplice oraz płasko zamkniętym, krótkim prezbiterium. Została zbudowana z cegły i kamienia. Wnętrze zostało otynkowane na przełomie XV i XVI wieków, za czasów opata Erazma Ciołka, a ozdobił je polichromiami mogilski cysters brat Stanisław Samostrzelnik w latach 1536–1538. Kościół był wielokrotnie dewastowany przez pożary, obce wojska, sklepienie nawy głównej zawaliło się podczas jednego z trzęsień ziemi.
Fasada i kruchta są barokowe. Przebudowano je w 1780 roku według projektu Franciszka Moslera z Opawy. Do świątyni prowadzą trzy wejścia, przez kruchtę do nawy głównej i osobne do naw bocznych.

## Wnętrze

### Nawy
Nawa główna ma barokowe sklepienie, które zostało odbudowane 1720, po pożarze z 1708 roku.
Nawy boczne mają sklepienia krzyżowo-żebrowe.
Główna nawa i boczne zdobione są polichromiami wykonanymi w początkach XX wieku przez Jana Bukowskiego.
W prawej nawie bocznej (południowej), podczas renowacji świątyni na przełomie XX i XXI wieków, usunięto malunki Bukowskiego oraz odsłonięto i zrekonstruowano roślinne ornamenty Samostrzelnika.
W nawie lewej, prowadzącej do kaplicy Krzyża Świętego, pozostawiono polichromie Bukowskiego.
Ambona pokryta jest miedzianą blachą z wytłoczonymi scenami z życia Jezusa. Została wykonana w 1938 przez Stefana Zbigniewicza.

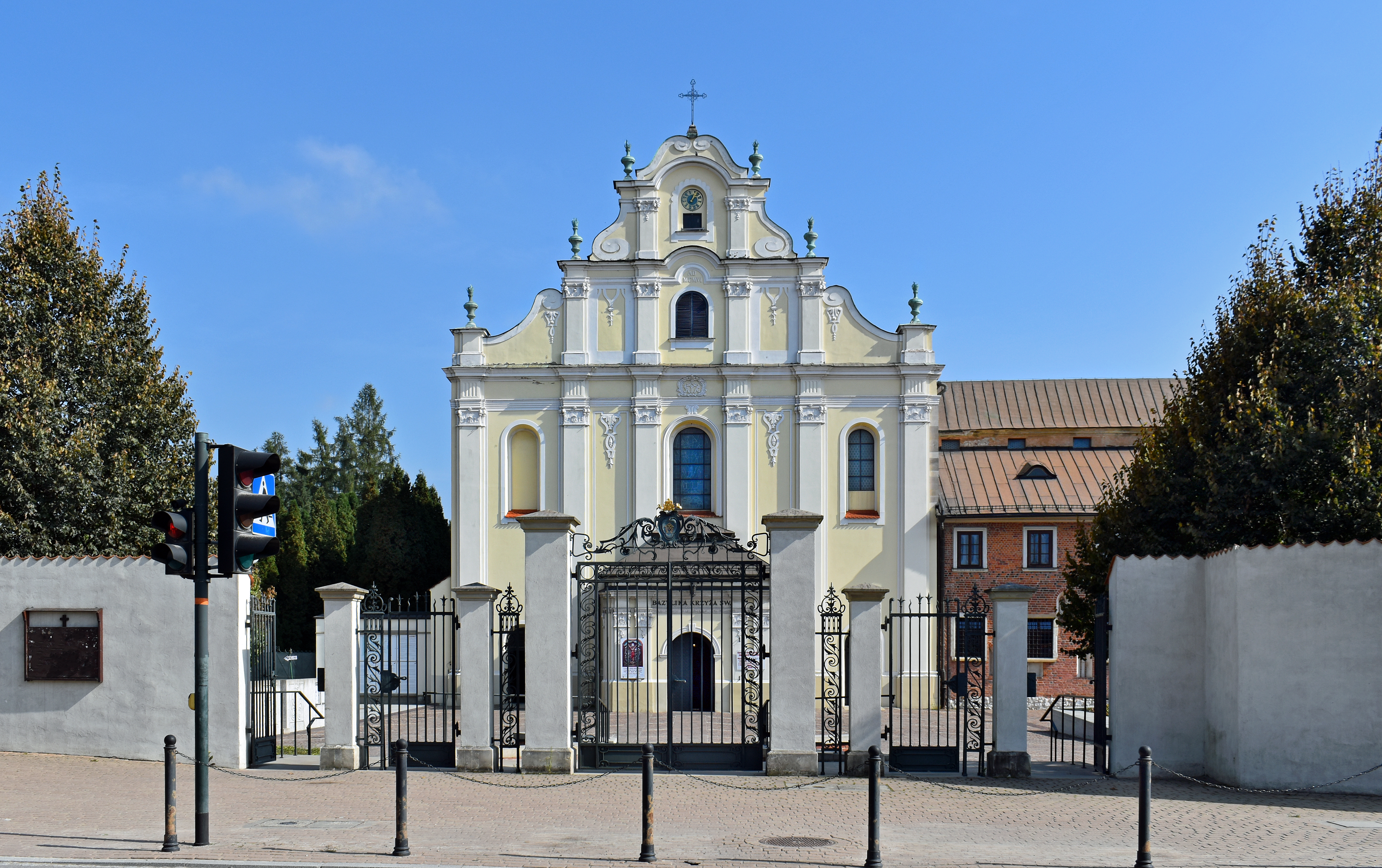
Brama wejściowa do opactwa
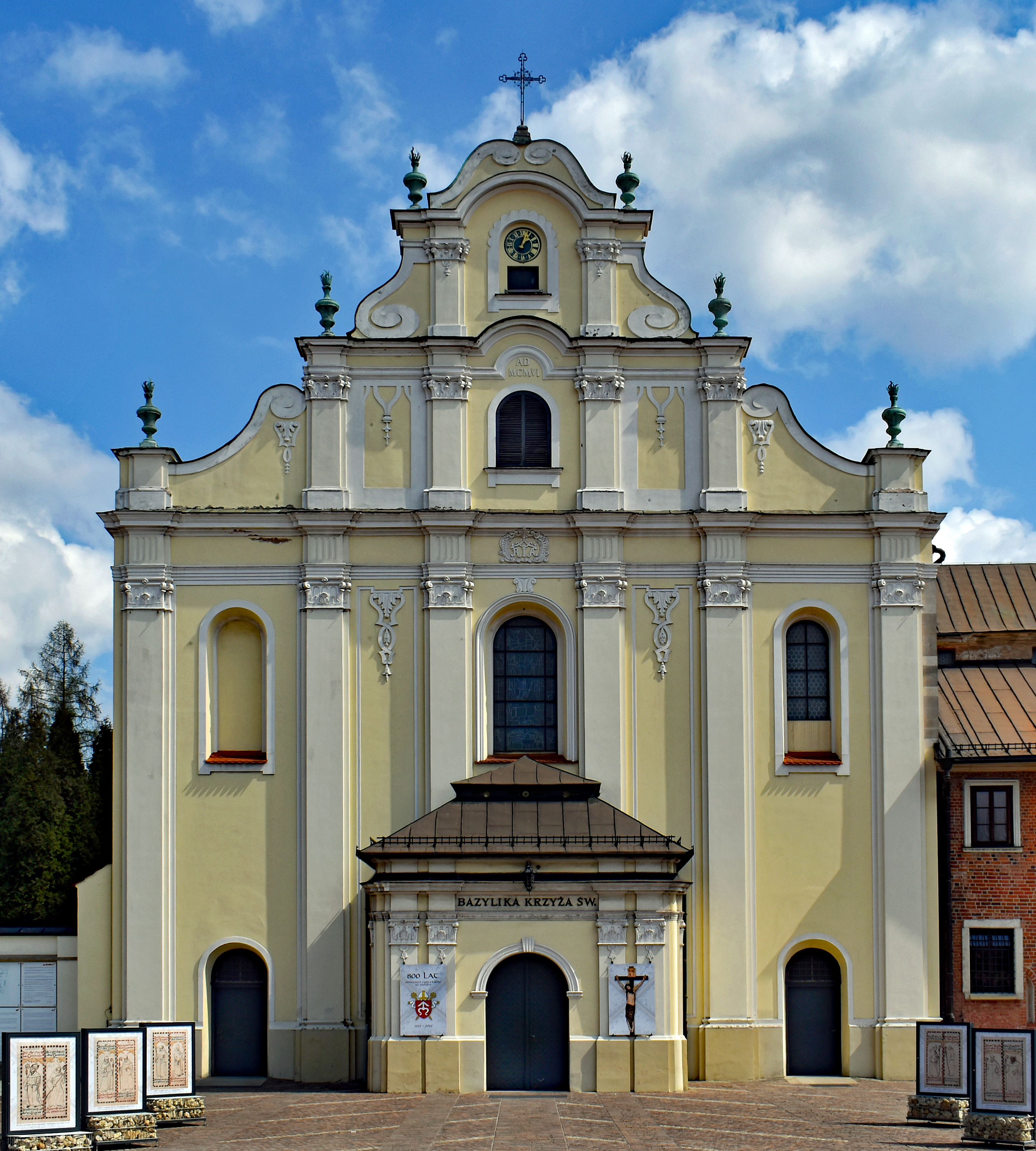
Barokowa fasada
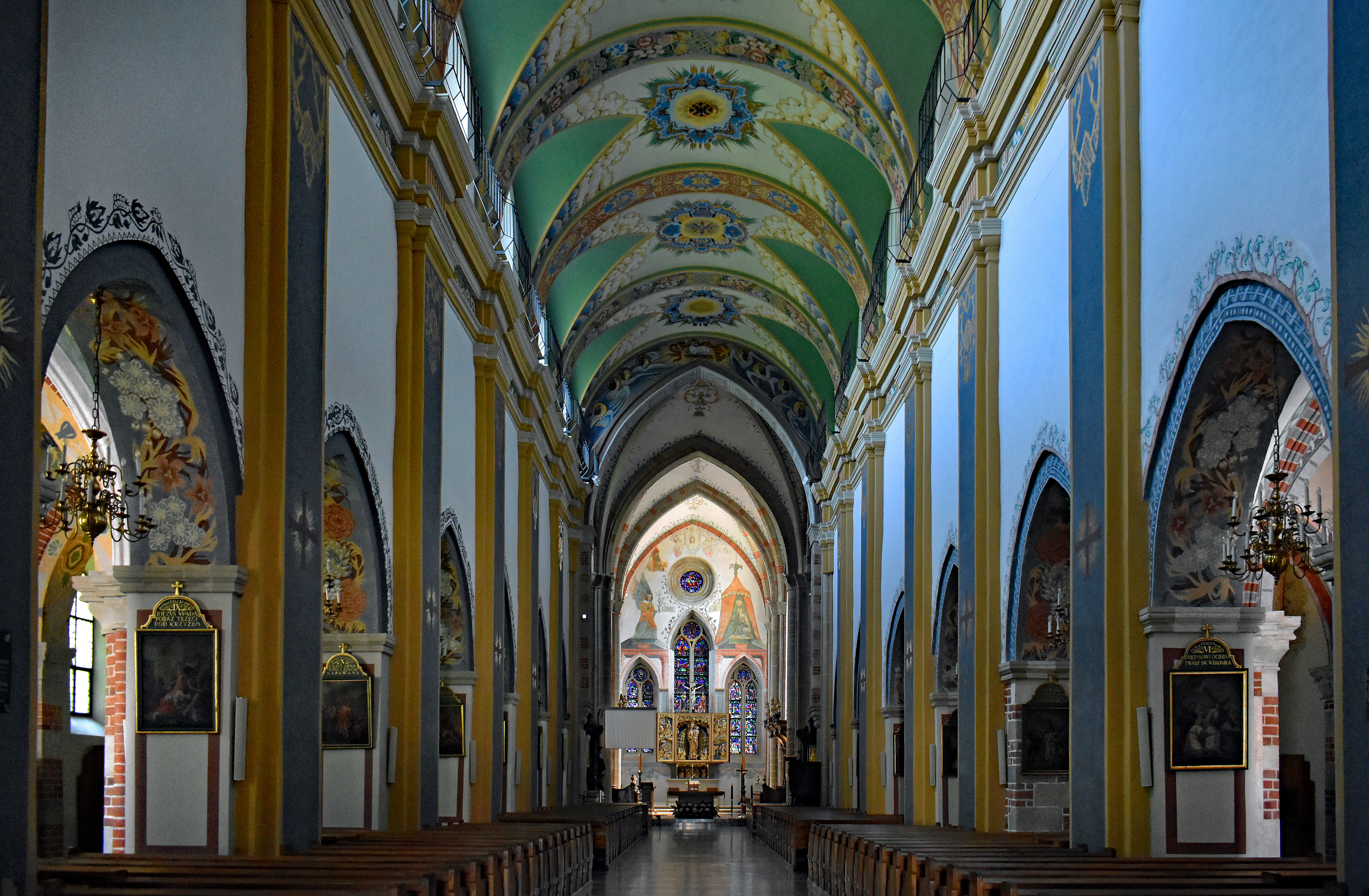
Nawa główna
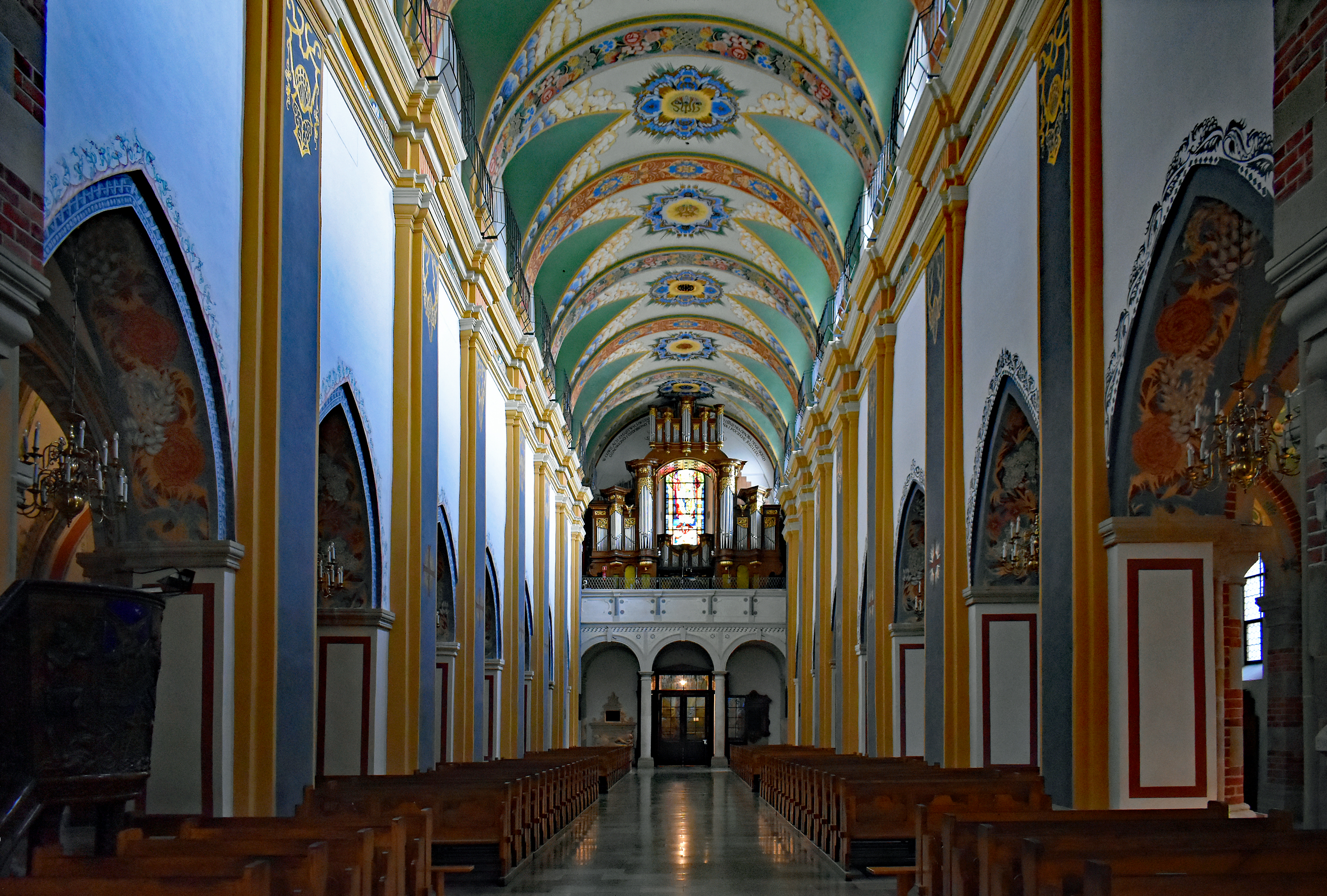
Chór i organy
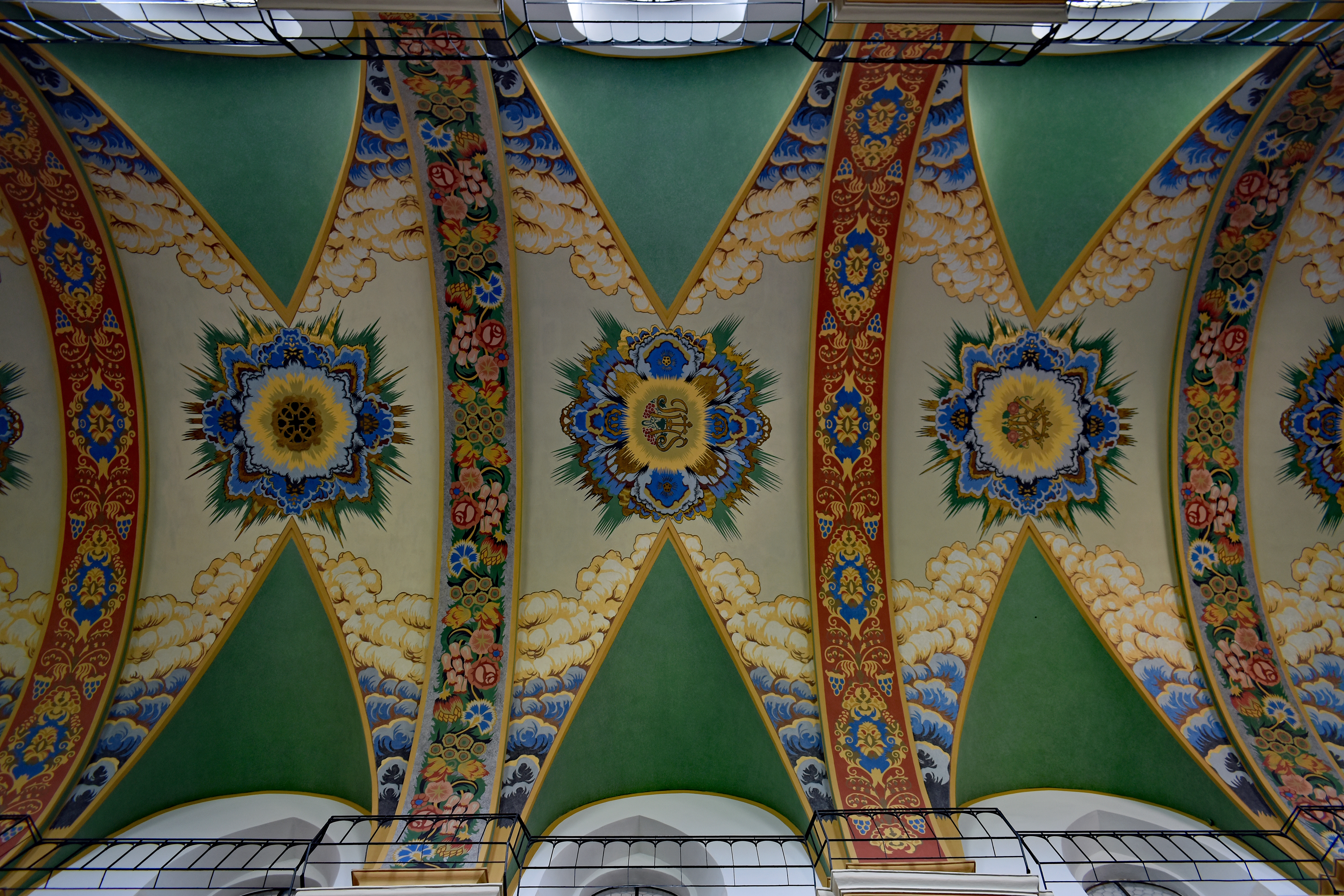
Sklepienie nawy głównej (polichromia Jana Bukowskiego)
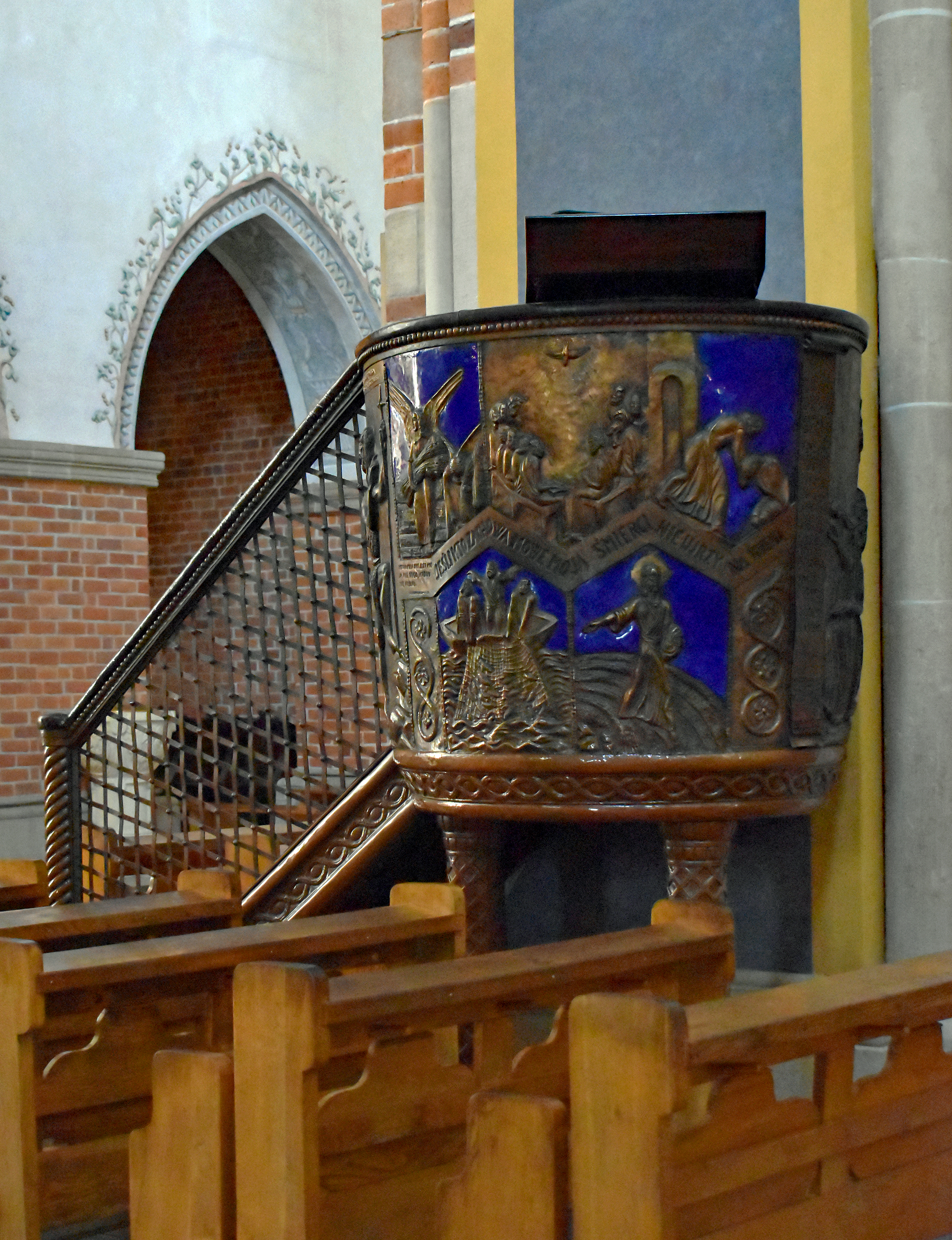
Ambona

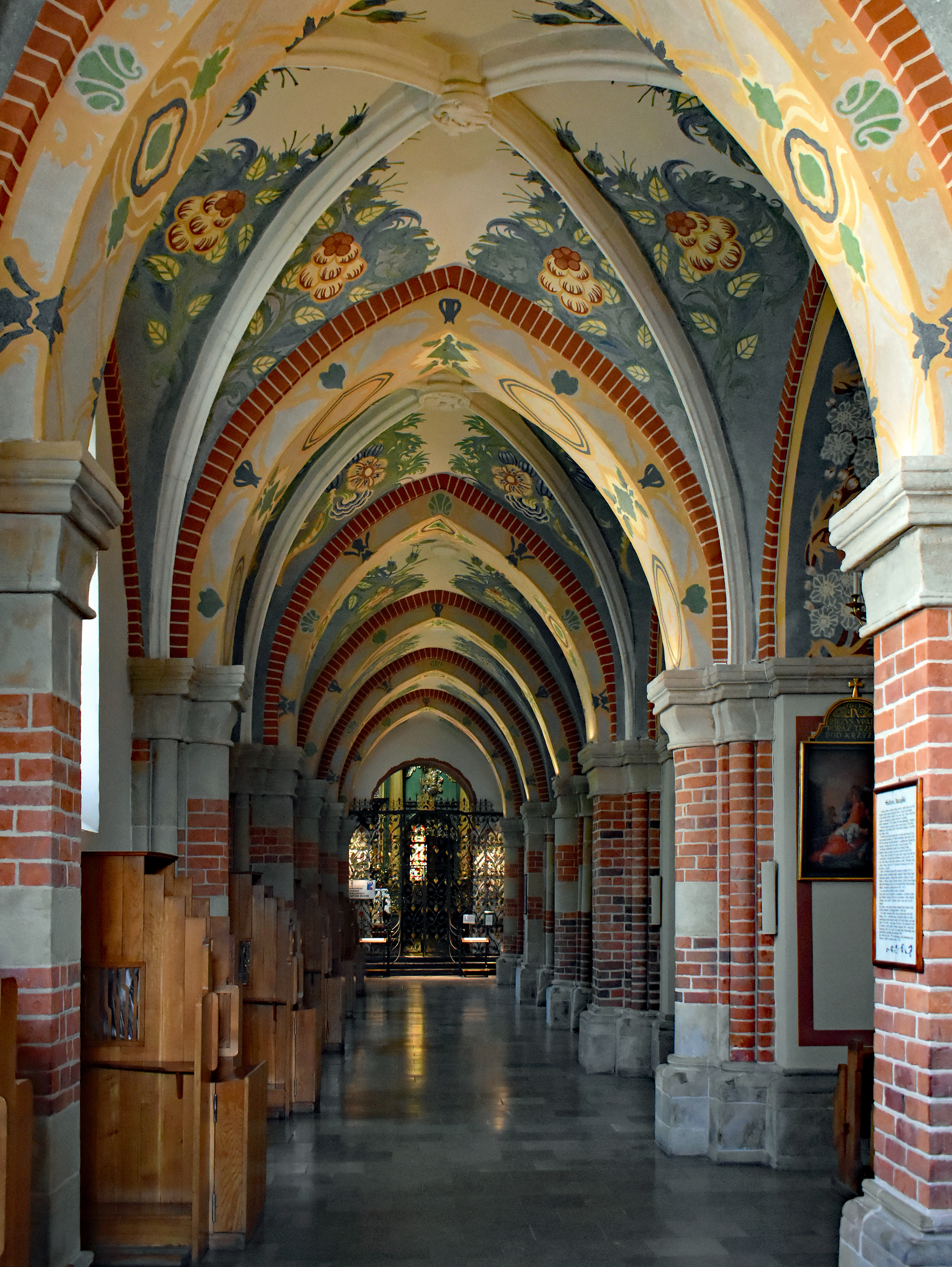
Lewa nawa boczna
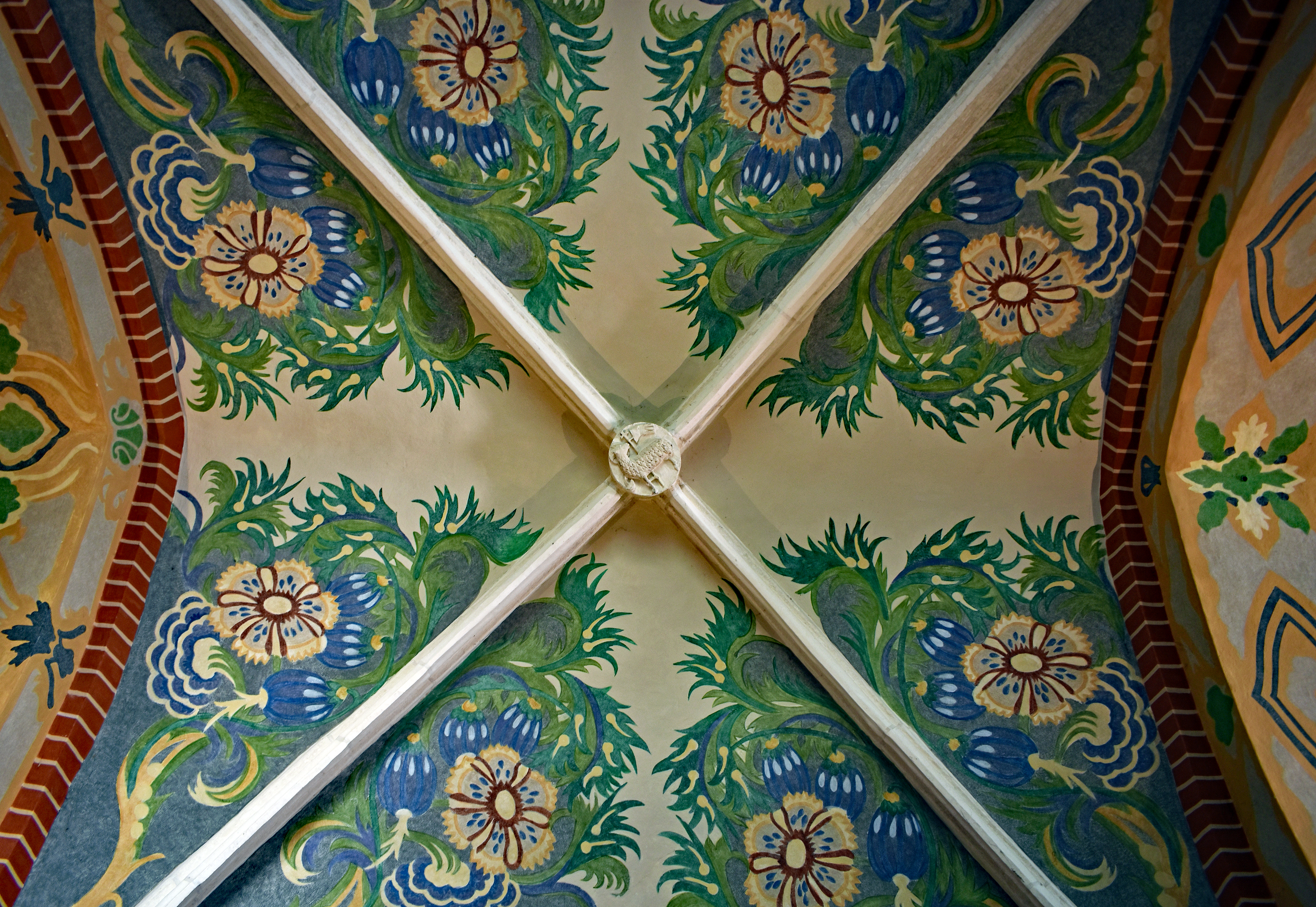
... i polichromia stropu (Jan Bukowski)
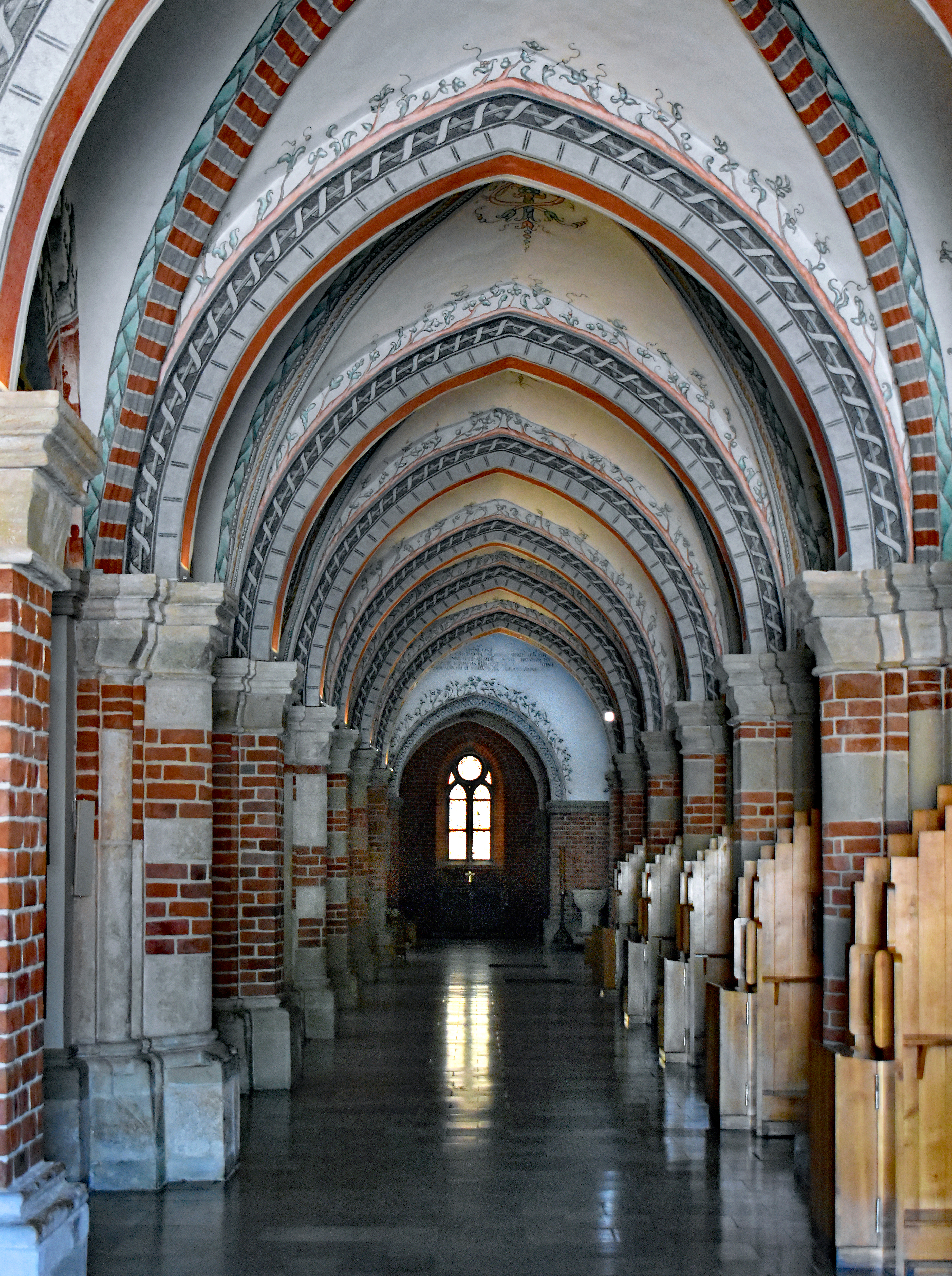
Prawa nawa boczna
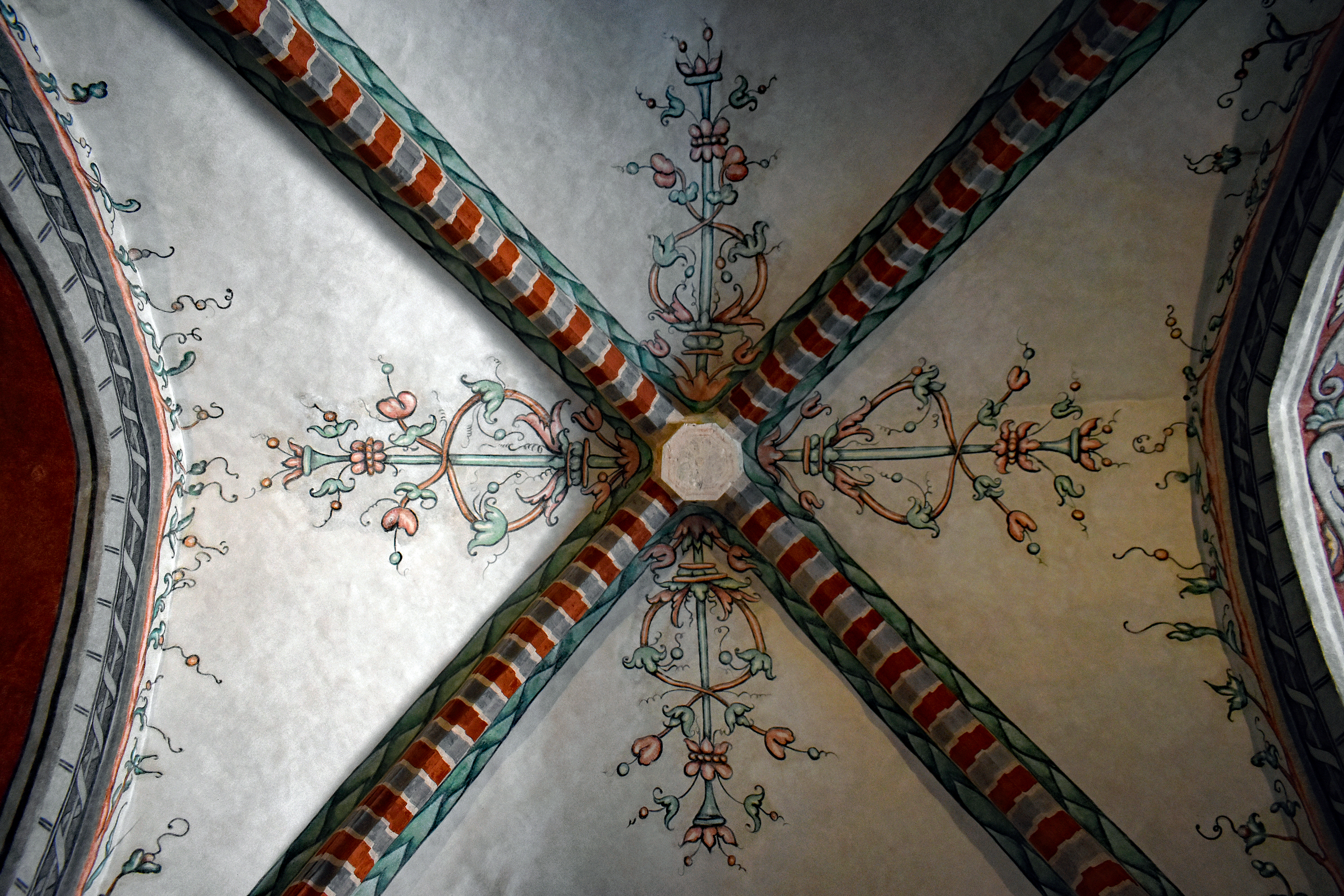
... i polichromia stropu (Stanisław Samostrzelnik)

### Prezbiterium
Dwuprzęsłowe ze sklepieniem krzyżowo-żebrowym.
W ołtarzu głównym znajduje się późnogotycki poliptyk z 1514 roku, przeniesiony do Mogiły w 1950 roku ze Szczodrowa. Pośrodku szafy znajduje się rzeźba figury Matki Bożej z Dzieciątkiem, w skrzydłach sceny z Jej życia.
Polichromie prezbiterium wykonał Stanisław Samostrzelnik, na ścianie zamykającej znajduje się scena „Zwiastowania” i „Veraikon”.
Witraże w oknach są współczesne, projektował je Tadeusz Wojciechowski w 1947 roku. Przedstawiają sceny z życia Jezusa i Marii.
Po obu stronach prezbiterium znajdują się barokowe stalle z XVIII wieku. Obrazy umieszczone na nich przedstawiają cysterskich świętych: Roberta, Alberyka, Stefana (założyciela zakonu) i Bernarda.
Przed prezbiterium przy filarach znajdują się boczne ołtarze pochodzące z XVII wieku, dedykowane bł. Wincentemu Kadłubkowi (lewy) i Matce Bożej Nieustającej Pomocy.

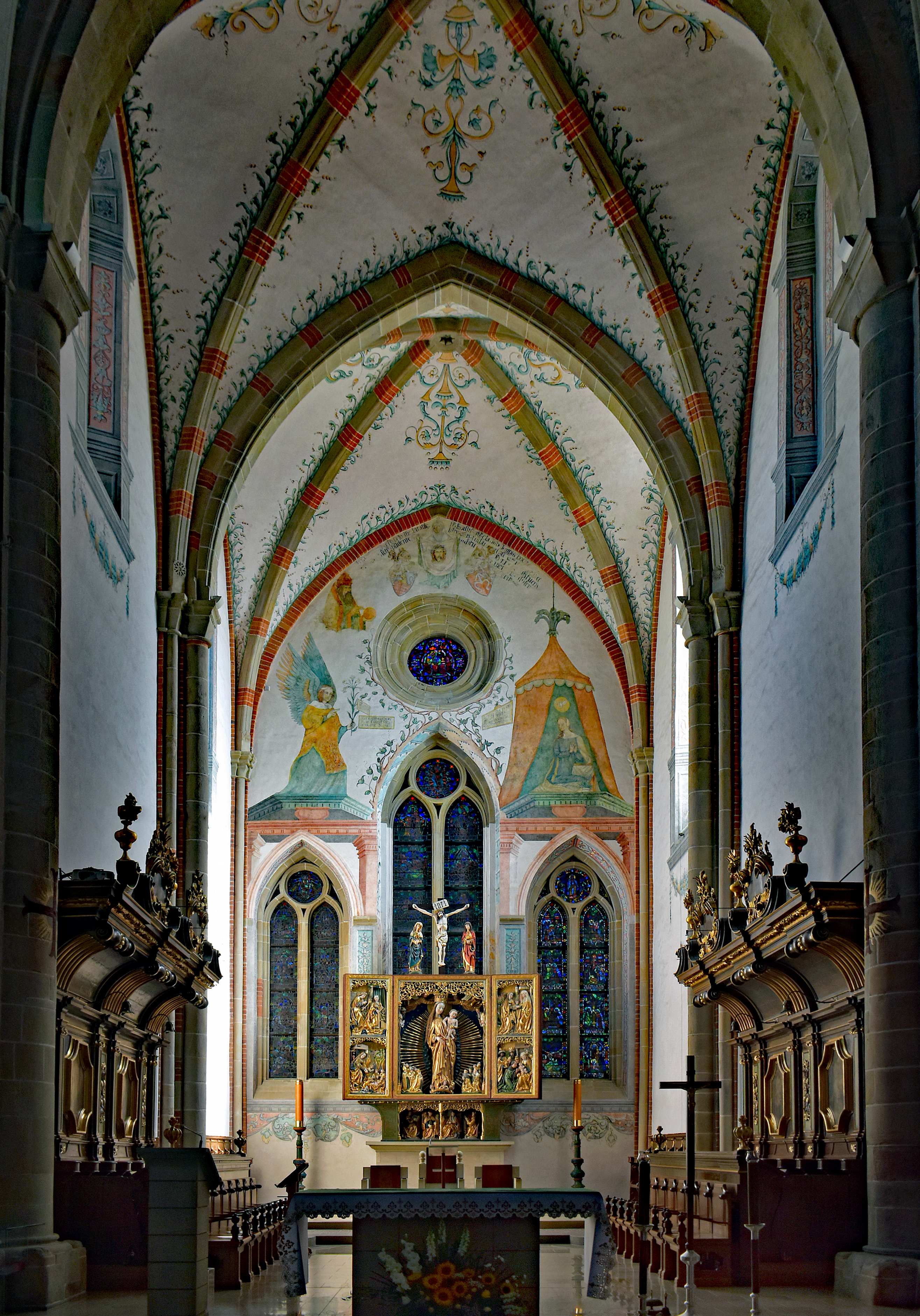
Prezbiterium
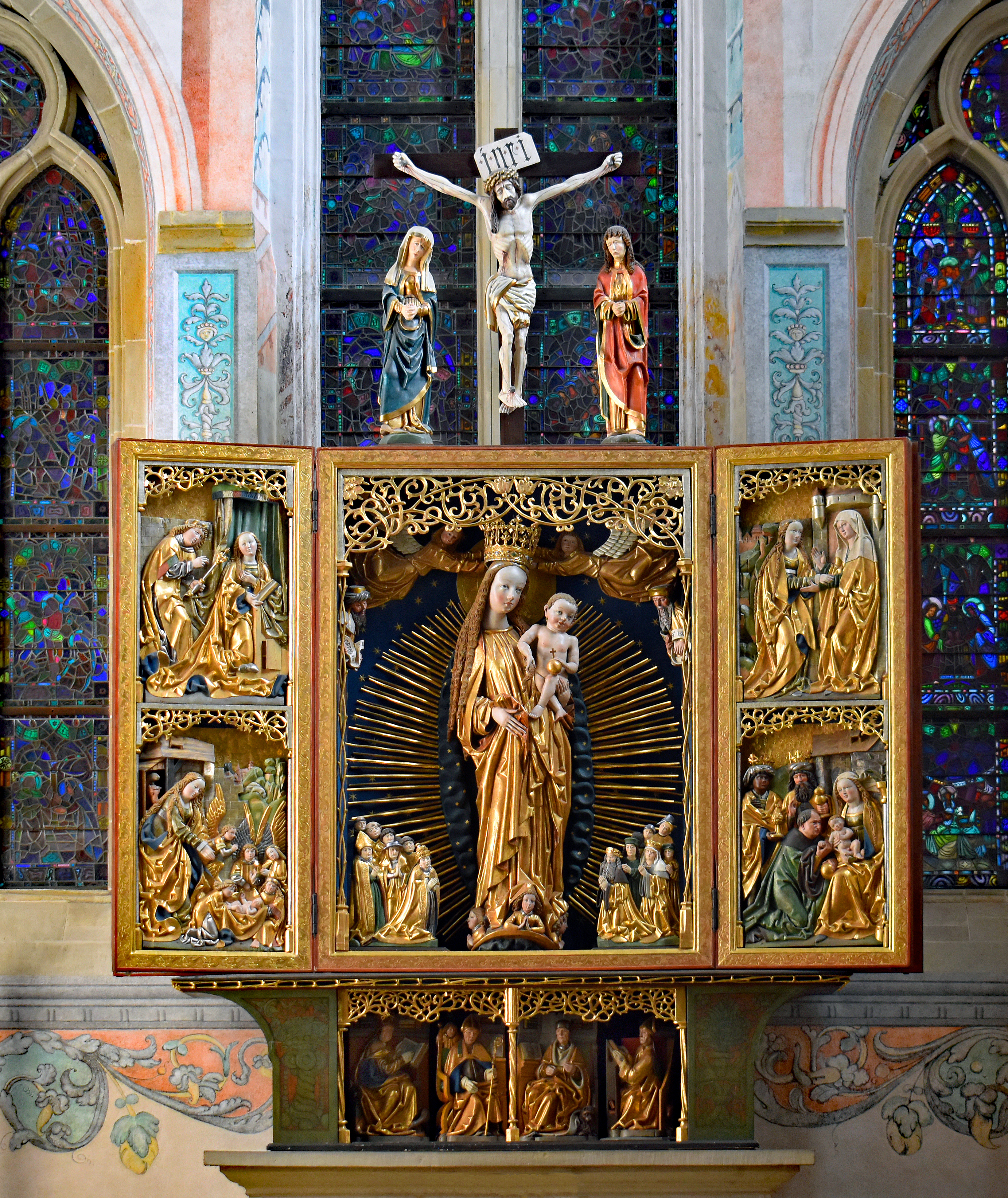
Nastawa ołtarza głównego
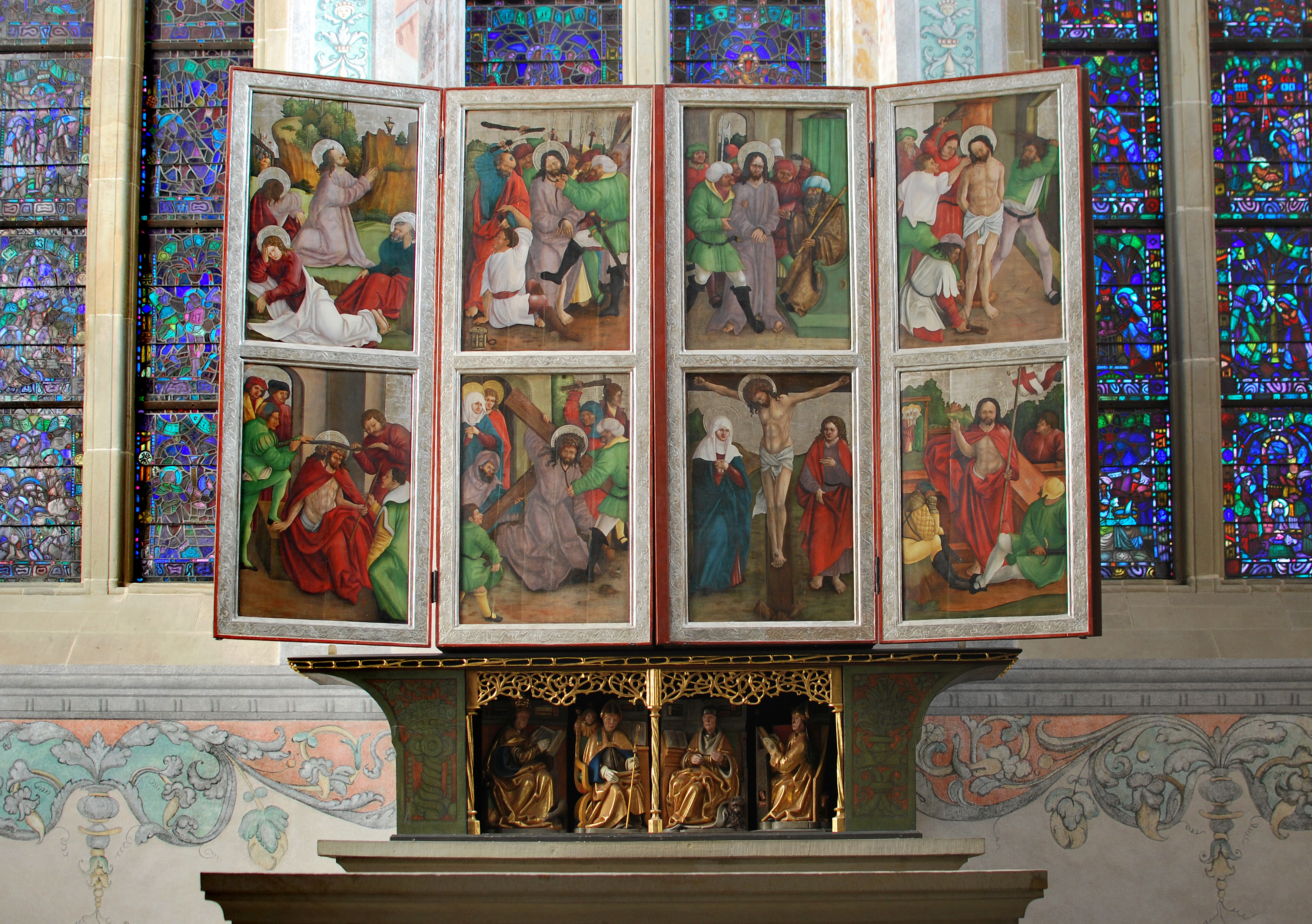
Zamknięty poliptyk
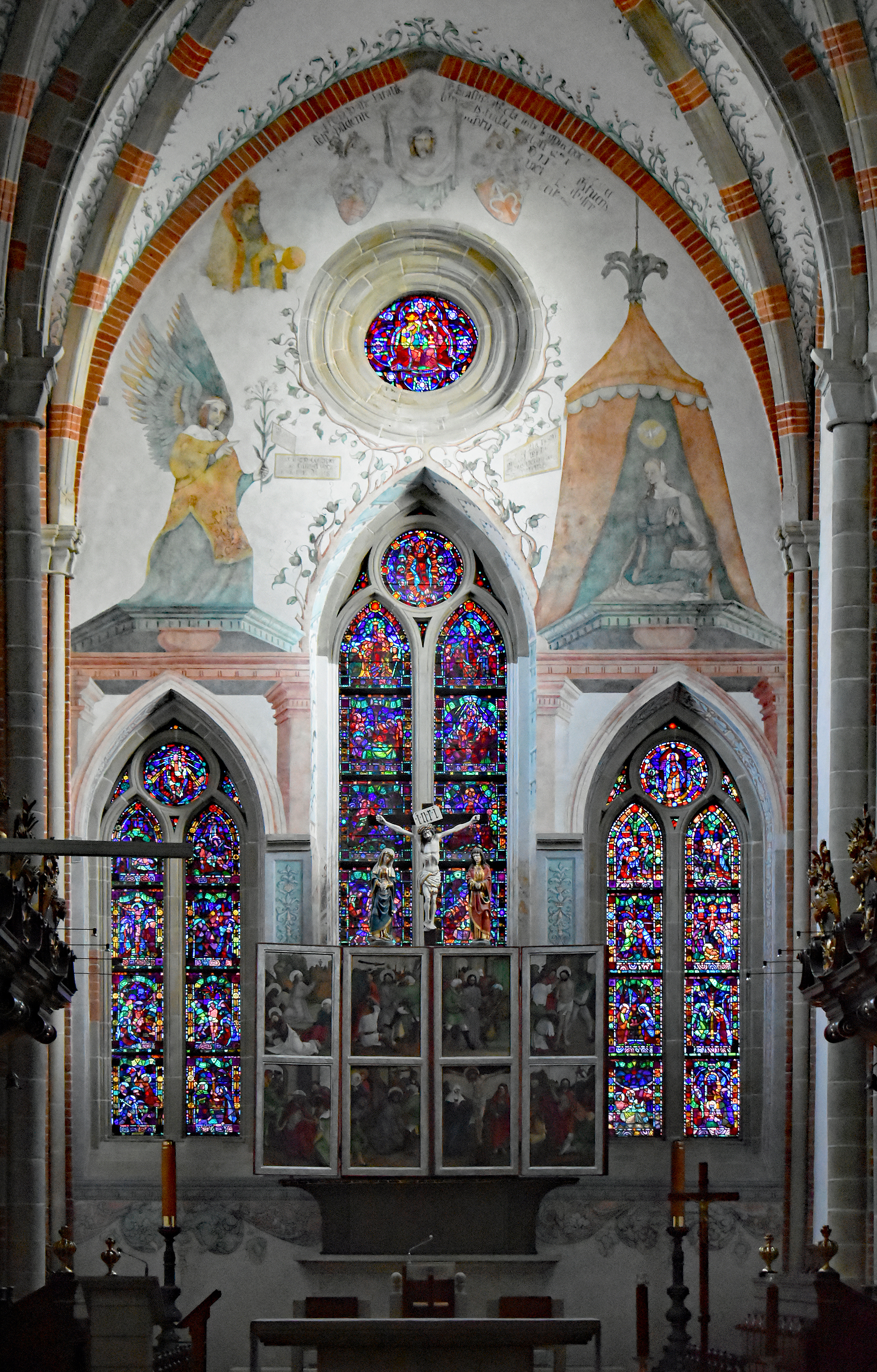
Ściana zamykająca prezbiterium

### Transept
Transept jest złożony z trzech kwadratowych przęseł, mających sklepienia krzyżowo-żebrowe.
W prawym ramieniu znajdują się wejścia do zakrystii oraz do klasztoru, a pomiędzy nimi umieszczono nagrobek opata i biskupa kamienieckiego Marcina Białobrzeskiego. Manierystyczny nagrobek wykonał Jan Michałowicz z Urzędowa ok. 1586 roku.
Ściany zdobią polichromie: „Ukrzyżowanie”, herb fundatora „Odrowąż” oraz inne dekoracje wykonane przez Samostrzelnika. Dwie boczne kaplice otwarte na transept, poświęcone są: świętym założycielom cystersów (kaplica przy zakrystii) oraz św. Bernardowi.
W lewym ramieniu transeptu znajduje się kaplica Krzyża Świętego.

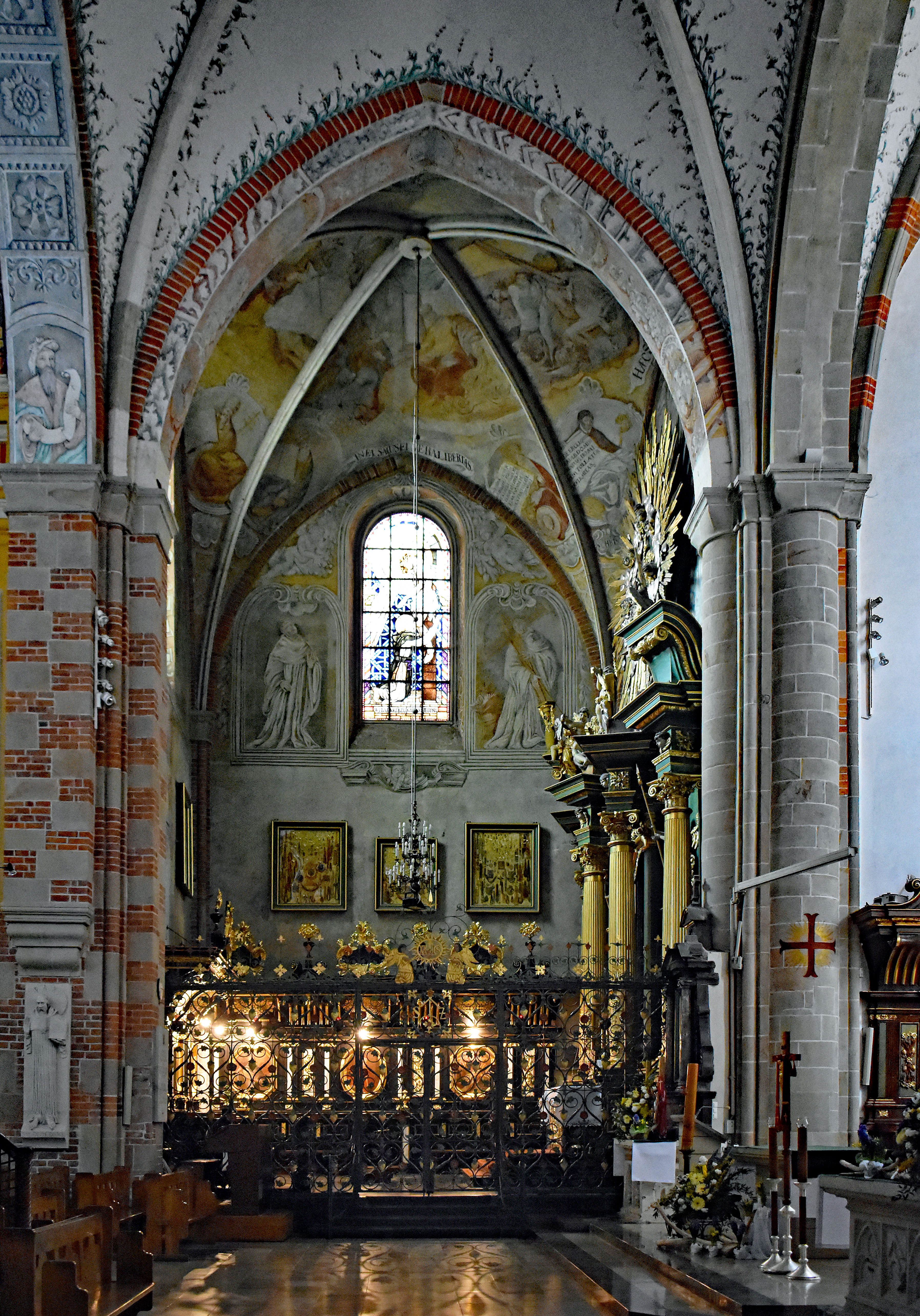
Lewe ramię transeptu- kaplica Krzyża Świętego
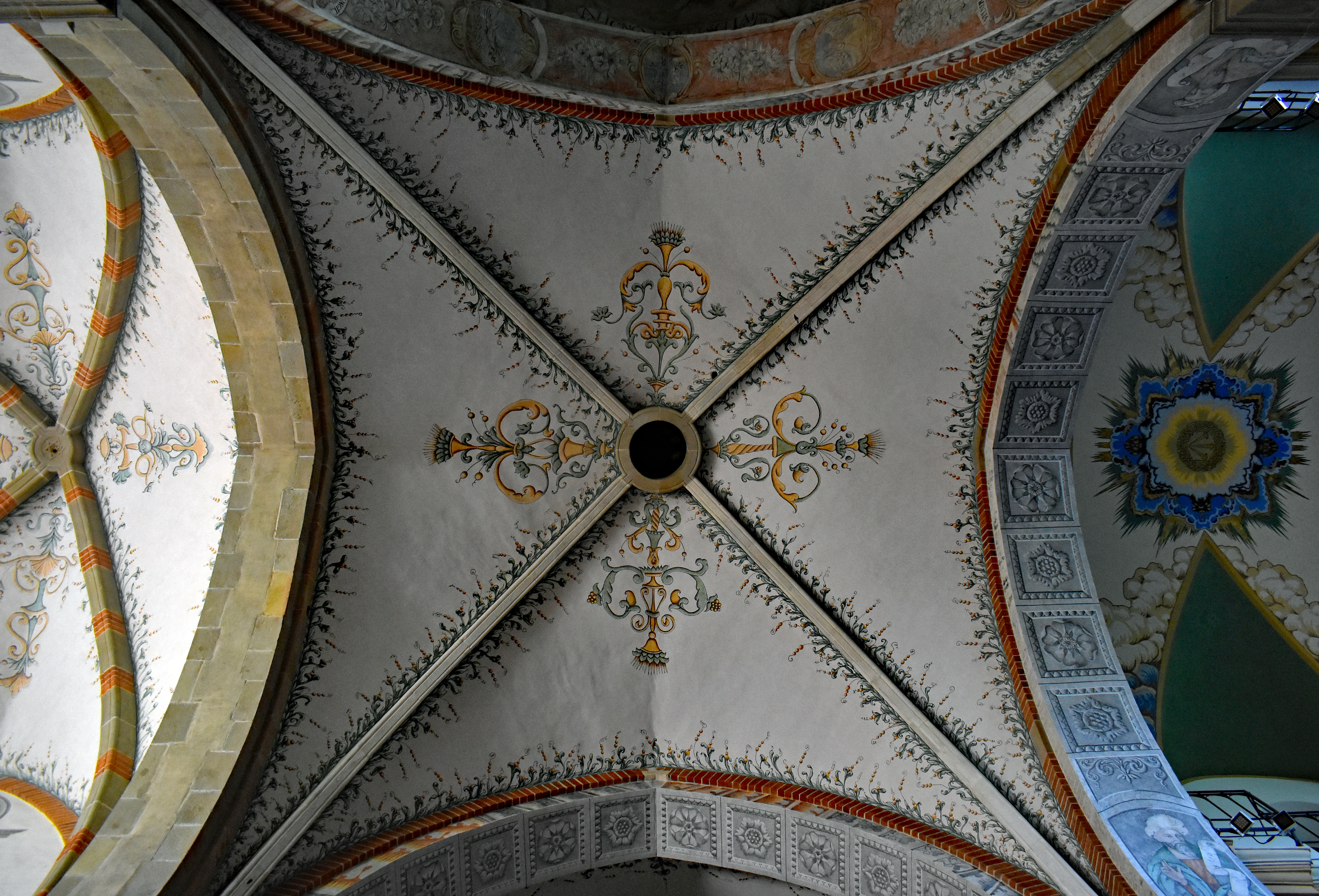
Sklepienie krzyża (skrzyżowania naw)
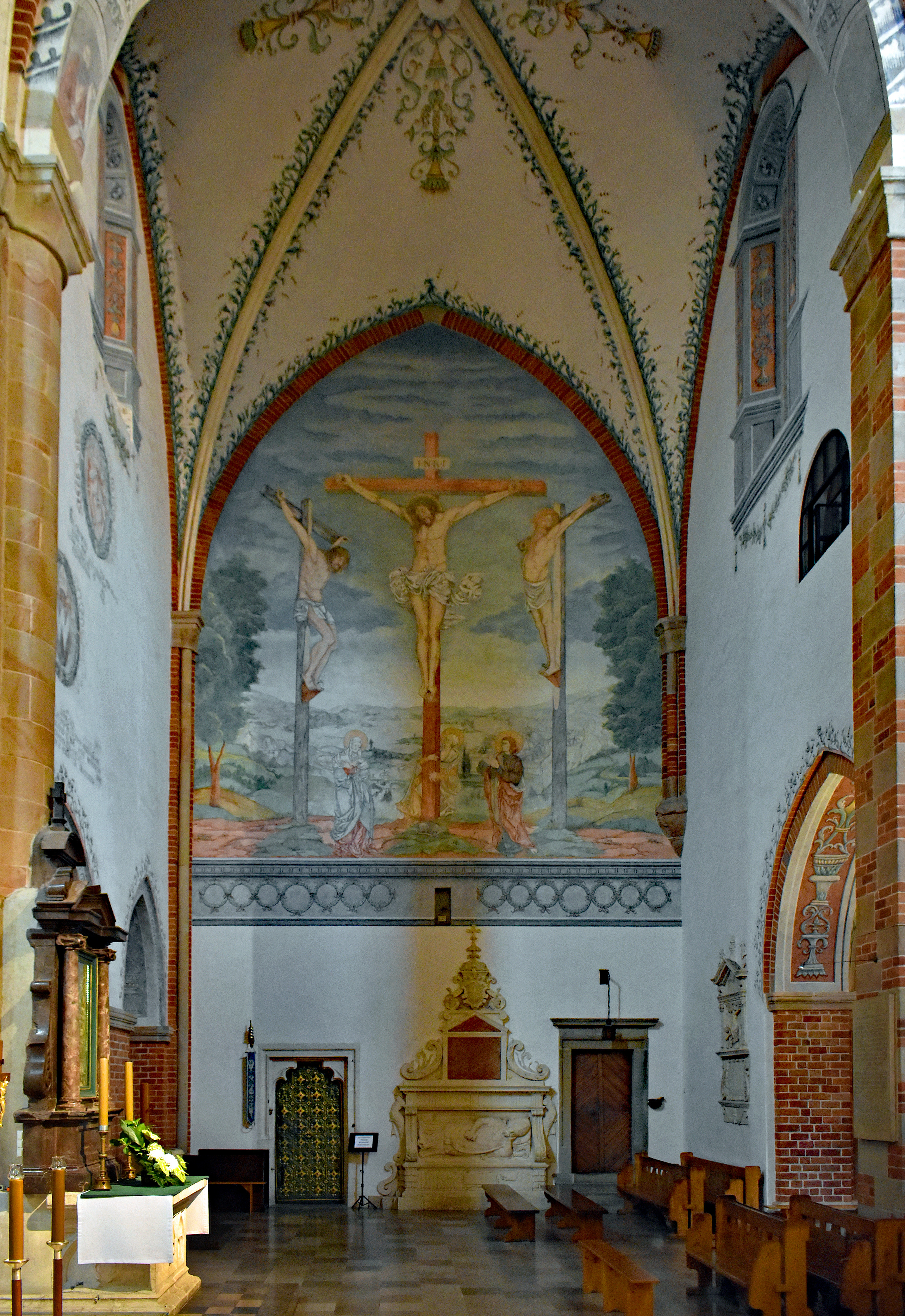
Prawe ramię transeptu, polichromia Samostrzelnika „Ukrzyżowanie”

### Kaplica Krzyża Świętego
Po jednym z pożarów wnętrza kościoła, w 1447 roku, ocalał tylko drewniany krzyż z tęczy. Był potem czczony przez okolicznych mieszkańców, znajdował się w ołtarzu głównym.
Opat mogilski (komendatariusz) i biskup kamieniecki Wawrzyniec Goślicki w 1586 roku zmienił wystrój wnętrza kościoła i w 1588 roku przeniósł krzyż do kaplicy i specjalnie przygotowanego ołtarza (poświęconego 28 października 1597 roku) – w tym miejscu krucyfiks znajduje się do dziś.
Nie wiadomo kiedy na krzyżu pojawiła się gotycka postać Ukrzyżowanego i kto ją wyrzeźbił. Figura ma 192 cm długości, jest polichromowana, wykonana została z jednego kawałka wiązu. W 1447 otrzymała perizonium oraz perukę wykonaną z ludzkich włosów.
Ołtarz i stalle są barokowe, z XVIII wieku. Kaplica zamknięta jest kutą kratą. Jej fundatorem był Stefan Skarbek Żółtowski podstarości rabsztyński. Było to wotum za ocalenie życia w bitwie pod Cecorą w 1620 roku. Jego epitafium znajduje się przy wejściu do kaplicy z nawy bocznej. Pod kaplicą znajduje się krypta, w której chowani są dobrodzieje oraz opaci klasztoru. Pozostało w niej jedno miejsce.
Dwie boczne kaplice, za ołtarzem, poświęcono są św. Wacławowi oraz św. Józefowi.

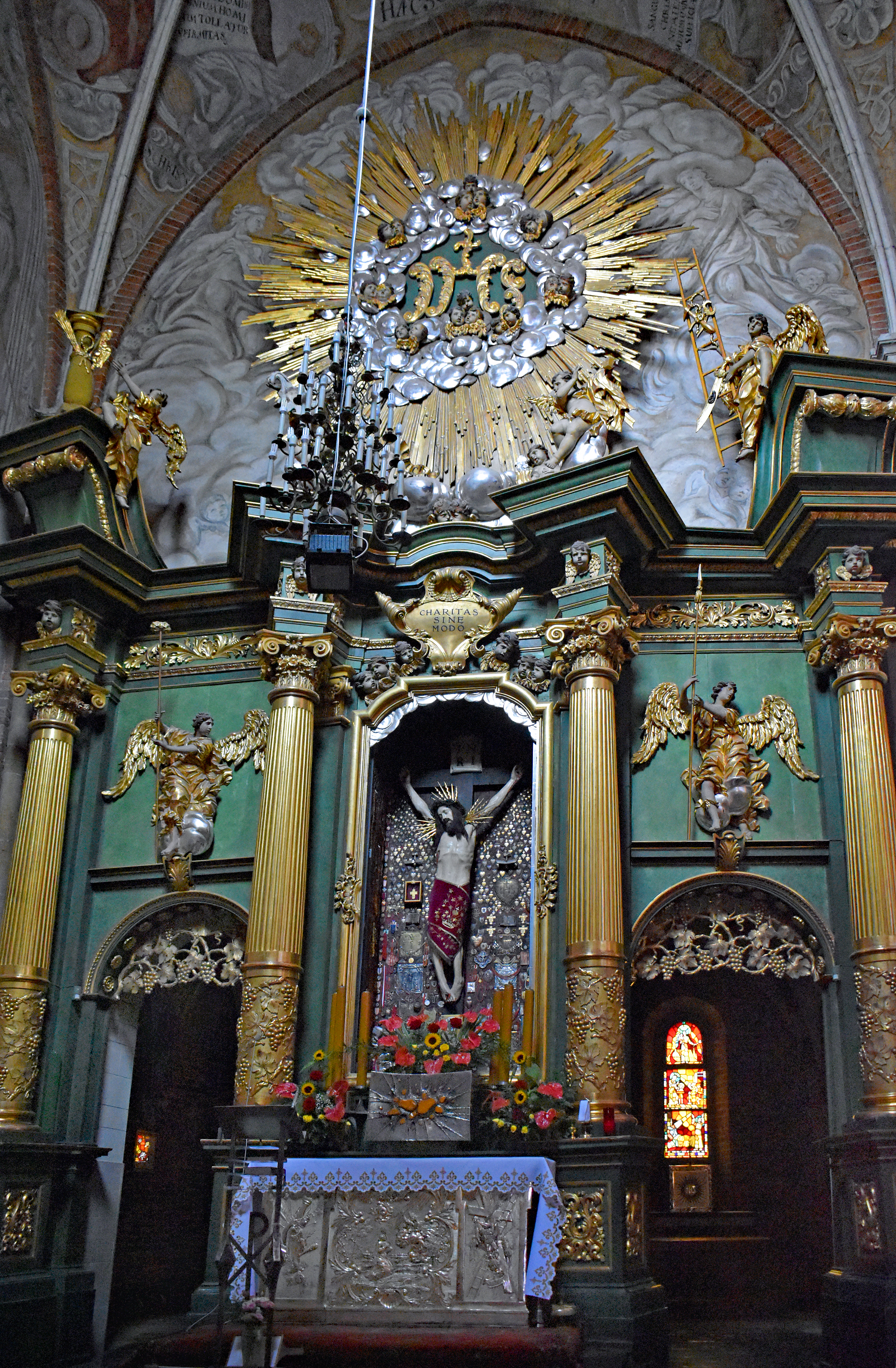
Ołtarz
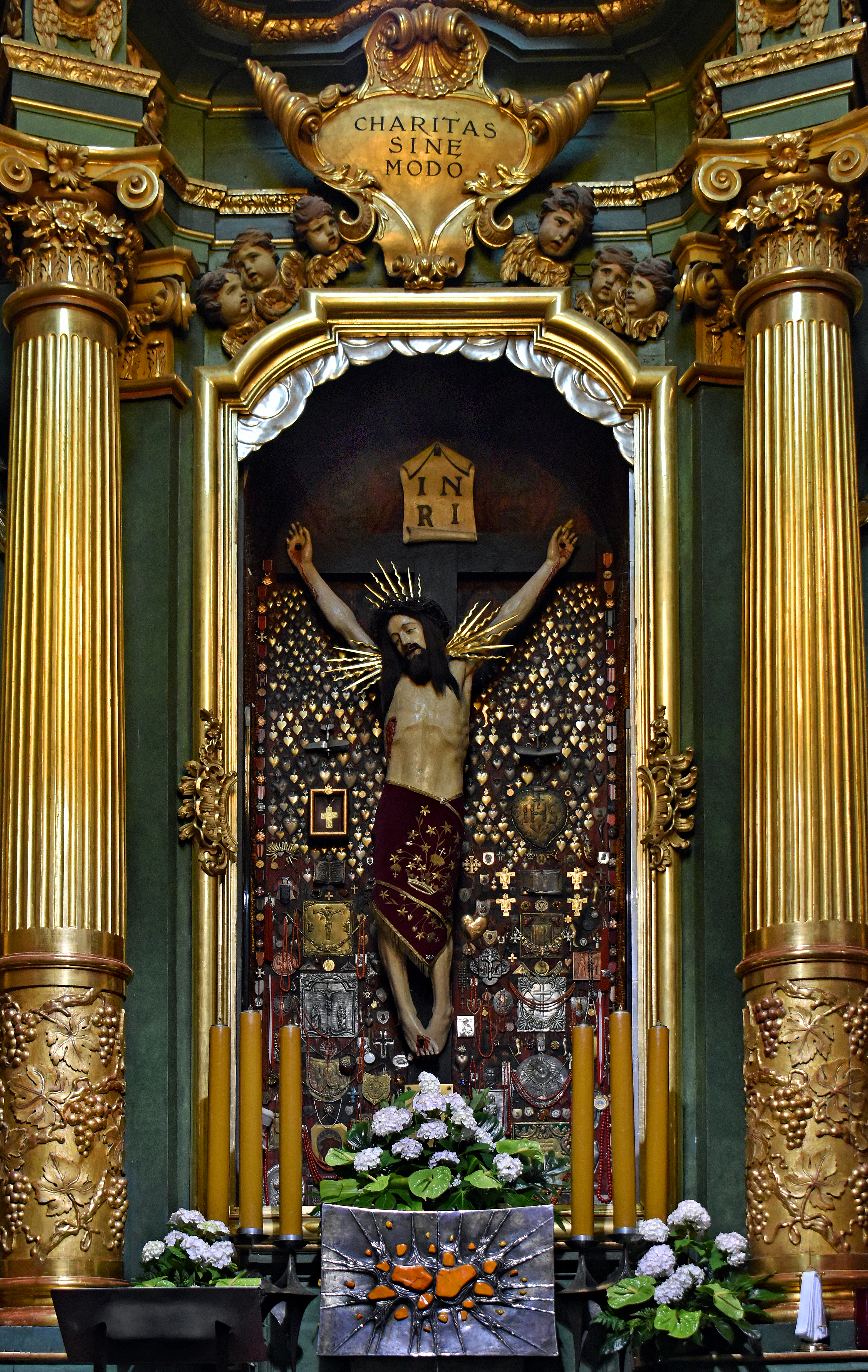
Krucyfiks
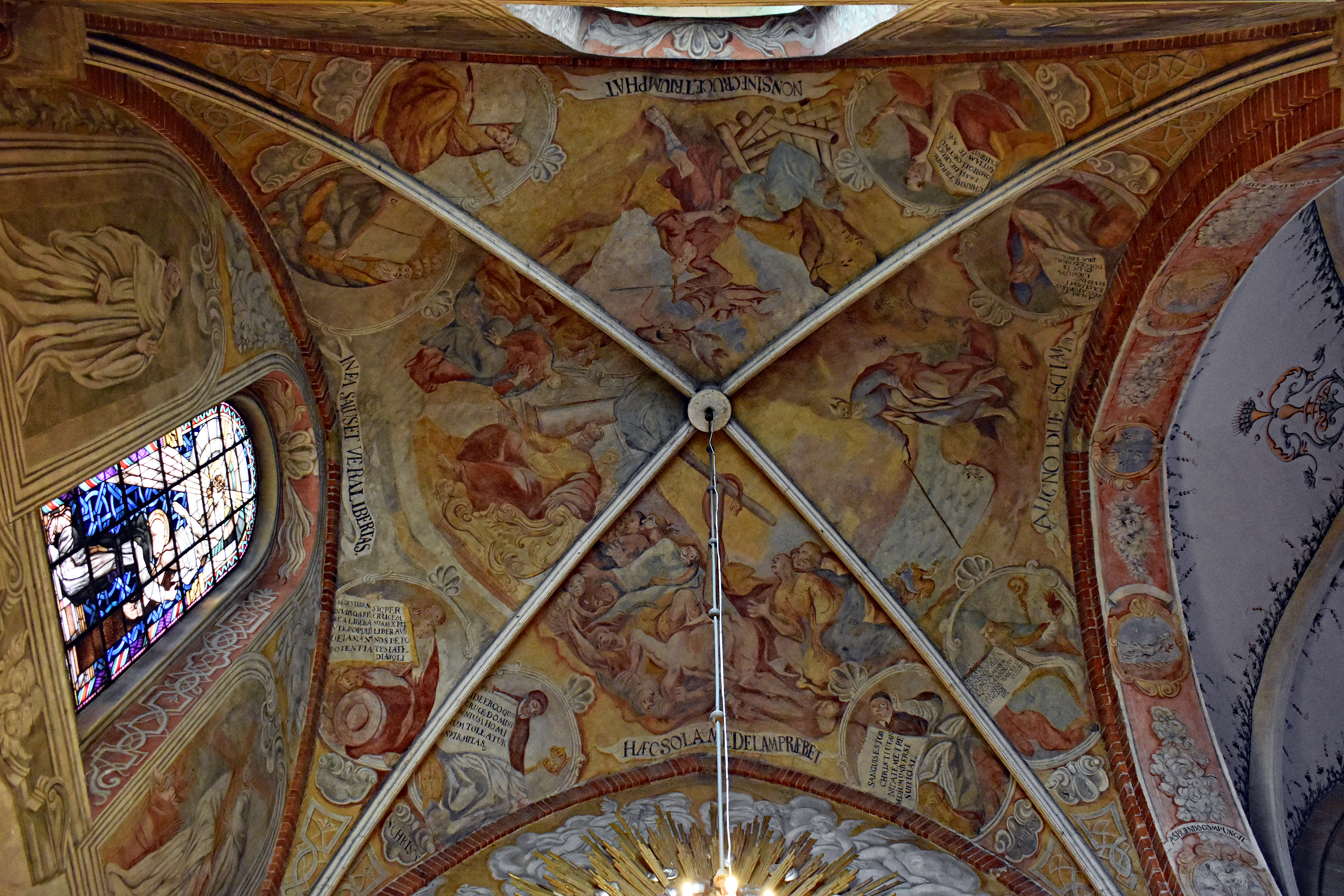
Polichromia na sklepieniu kaplicy
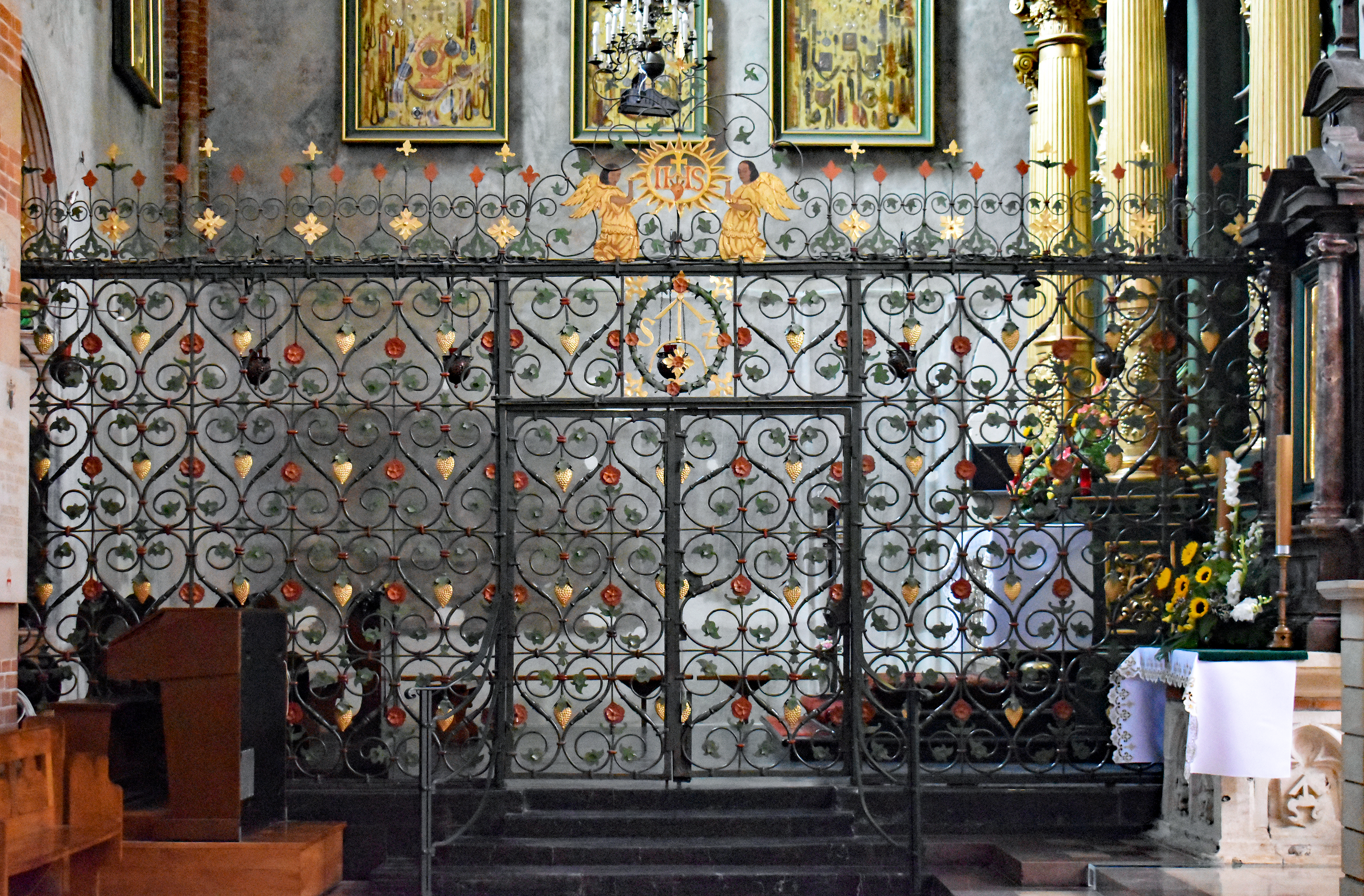
Wejście do kaplicy z nawy głównej i krata zamykająca kaplicę
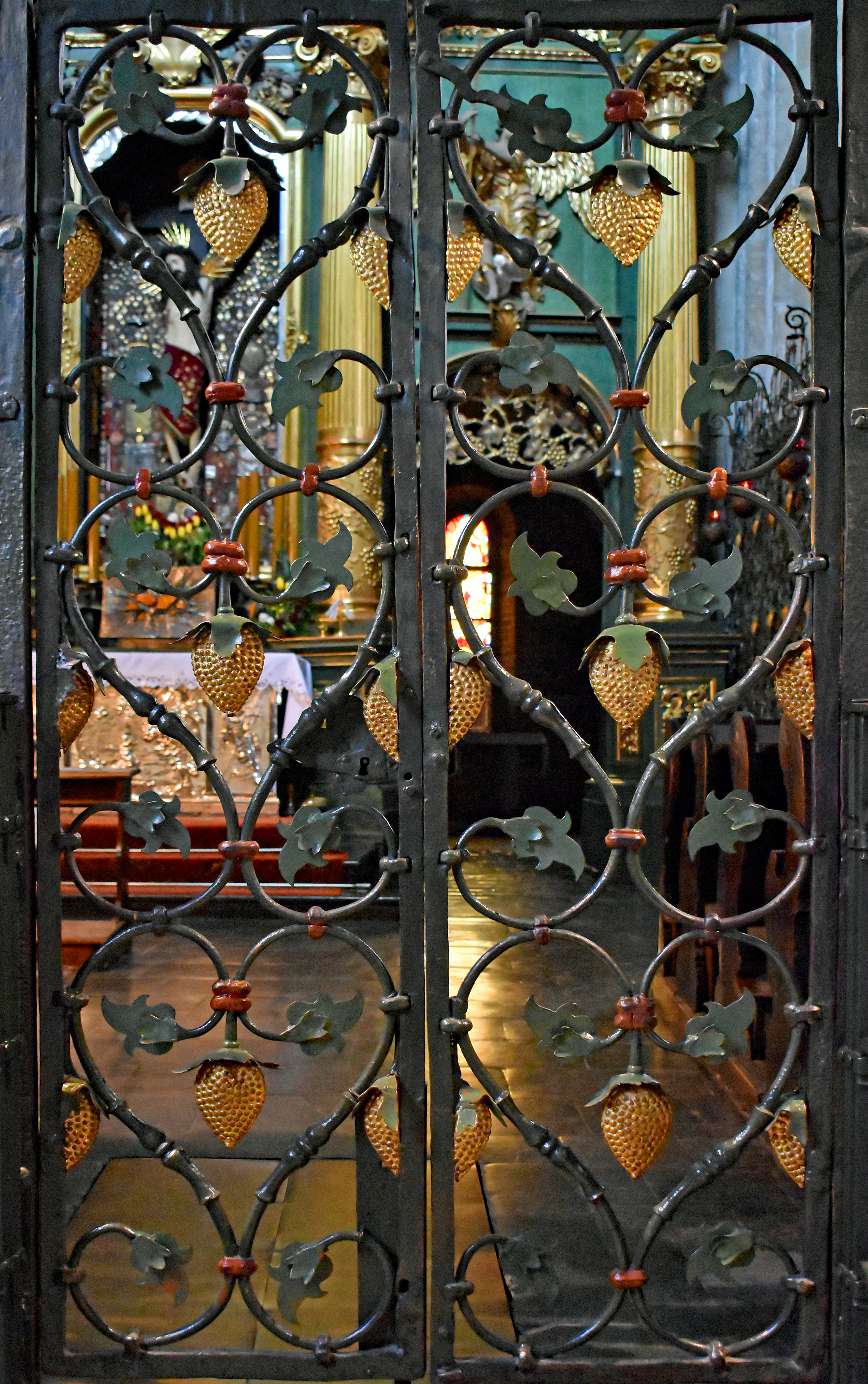
Krata (detal)

## Współczesność
Wnętrze kościoła przeszło w końcowych latach XX wieku i do roku 2021 renowację. Wykonano także jego debarokizację, przywracając częściowo surowszy romańsko-gotycki, cysterski styl wnętrza.
Zrekonstruowano dużą część polichromii Stanisława Samostrzelnika. Usunięto kilka ołtarzy bocznych przy filarach, zlikwidowano część stalli w prezbiterium. Pozostawiono jedynie barokowe wyposażenie kaplicy Krzyża Świętego.